# Thanksgiving Day Classic
Thanksgiving Day Classic är de matcher i kanadensisk fotboll i Canadian Football League (CFL) som spelas under Kanadas Thanksgiving, och är tillsammans med Labour Day Classic enda gången som matcher i ligan spelas under en måndag. Thanksgiving infaller i Kanada alltid den andra måndagen i oktober.